# Бильтен
Бильтен (нем. Bilten) — бывшая коммуна в Швейцарии, в кантоне Гларус. 
1 января 2011 года вошла в состав коммуны Гларус Норд.
Население составляет 1973 человека (на 31 декабря 2006 года). Официальный код — 1602.

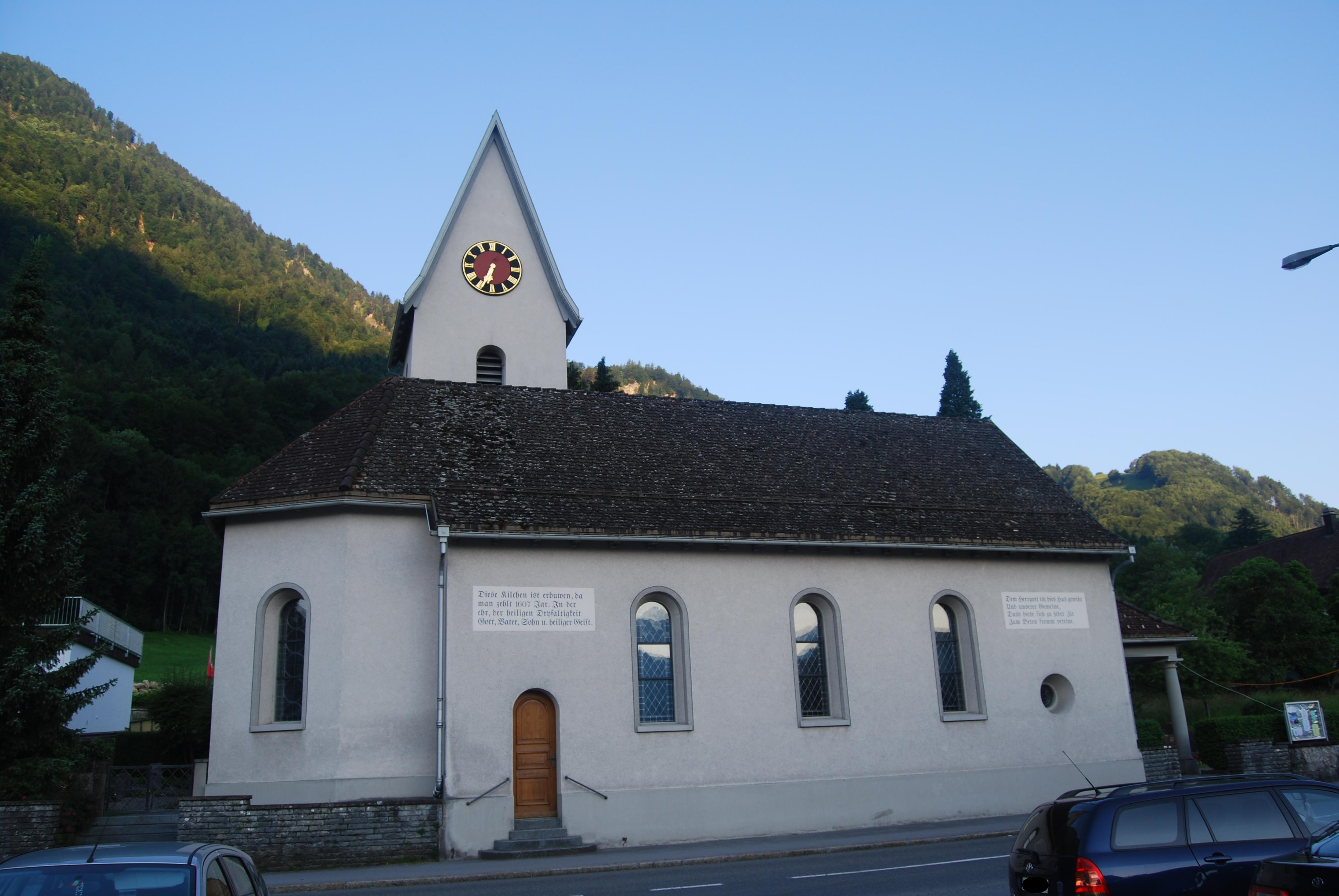